# Lista pasażerów
Lista pasażerów – film dokumentalny zrealizowany przez Ewę Stankiewicz oraz publicystę Jana Pospieszalskiego po katastrofie polskiego Tu-154 w Smoleńsku. Jest to zapis rozmów z rodzinami 13 wybranych ofiar katastrofy. Zamierzeniem twórców jest nakręcenie wspomnień bliskich wszystkich 96 pasażerów Tu-154. Intencją twórców było nie tylko złożenie wirtualnego pomnika ofiarom katastrofy, ale także pokazanie, z czym musiały zmierzyć się te rodziny po katastrofie.
Wypowiedziom bliskich ofiar towarzyszą prywatne zdjęcia i filmy, na których znani z oficjalnych sytuacji politycy pokazani są w chwilach zabawy i wypoczynku, co zdaniem Wojciecha Czuchnowskiego z „Gazety Wyborczej” daje obraz wyjątkowo ciepły i odmienny od tego, który znamy. Zdaniem Marzeny Nykiel z „Uważam Rze”, film to poruszająca opowieść o miłości, tęsknocie, marzeniach i boleśnie raniącej rzeczywistości, która jest jednocześnie świadectwem o cichych bohaterach, którzy wiernie wypełniając testament swoich ojców, pozostawili zobowiązanie wierności swoim dzieciom.
Film wyemitowano w TVP1 w kwietniu 2011 roku. Ukazał się także w dwóch częściach jako dodatek do nr 78 (8894) i 79 (8895) „Rzeczpospolitej”, odpowiednio w dniach 4 i 5 kwietnia 2011 roku. Wydanie filmu na płytach wsparto kampanią reklamową w ogólnopolskiej prasie i telewizji.
Pokazy filmu organizowano m.in. w Brukseli i w Chicago, a także na telebimach ustawionych pod Pałacem Prezydenckim w Warszawie.
W filmie wystąpili członkowie rodzin trzynastu ofiar katastrofy: Marta Kaczyńska (córka Lecha i Marii Kaczyńskich), Dorota Skrzypek (żona Sławomira Skrzypka), Danuta i Zdzisław Moniuszko (rodzice Justyny Moniuszko), Dariusz Fedorowicz (brat Aleksandra Fedorowicza), Bożena Strembska i Eugenia Oleksiak (ciotka i babka Sebastiana Karpiniuka), Ewa Błasik (żona Andrzeja Błasika), Urszula Krajewska (żona Pawła Krajewskiego), Halina i Małgorzata Wassermann (żona i córka Zbigniewa Wassermanna), Andrzej Melak (brat Stefana Melaka), Stanisława Szczurek (siostra o. Józefa Jońca), Magdalena, Joanna i Agnieszka Merta (żona i córki Tomasza Merty), Elżbieta, Katarzyna i Jakub Płażyńscy (żona, córka i syn Macieja Płażyńskiego).